# Maigret und die widerspenstigen Zeugen
Maigret und die widerspenstigen Zeugen (französisch: Maigret et les témoins récalcitrants) ist ein Kriminalroman des belgischen Schriftstellers Georges Simenon. Er ist der 53. Roman einer Reihe von insgesamt 75 Romanen und 28 Erzählungen um den Kriminalkommissar Maigret und entstand vom 16. bis 23. Oktober 1958 in Echandens. Die französische Tageszeitung Le Figaro druckte den Roman vom 17. Februar bis 13. März des Folgejahres in 22 Folgen ab, die Buchausgabe erschien ebenfalls im März 1959 beim Pariser Verlag Presses de la Cité. Der Kölner Verlag Kiepenheuer & Witsch veröffentlichte noch im gleichen Jahr die erste deutsche Übersetzung von Hansjürgen Wille und Barbara Klau. 1980 brachte der Züricher Diogenes Verlag eine Neuübersetzung von Wolfram Schäfer heraus.
Als der Geschäftsführer eines heruntergekommenen Traditionsunternehmens ermordet wird, begegnet die Familie Kommissar Maigret mit Feindseligkeit und eisigem Schweigen. Zu allem Überfluss mischt sich auch der Untersuchungsrichter fortwährend in die polizeilichen Ermittlungen und erschwert dadurch Maigrets gewohnte Vorgehensweise. Es fällt dem Kommissar nicht leicht, einen weniger widerspenstigen Zeugen aufzutreiben.

## Inhalt

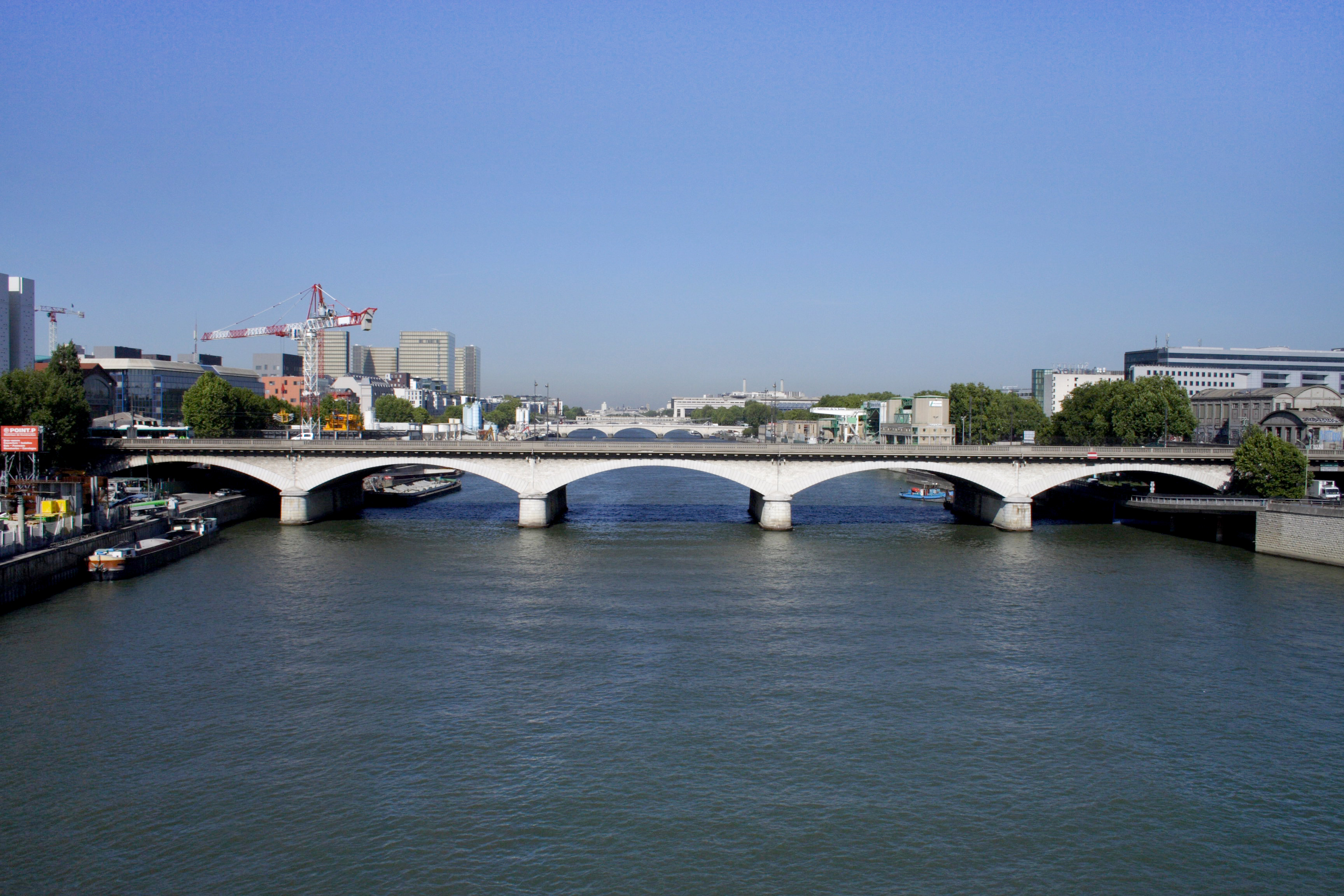
Pont National im 13. Arrondissement von Paris

Es ist Montag, der 3. November, und Kommissar Maigret steht zwei Jahre vor seiner Pensionierung. Nicht nur diese Tatsache macht ihn missgelaunt, auch der regnerische Herbst drückt auf seine Stimmung, und der Mordfall, mit dem er es zu tun bekommt, ist nicht dazu angetan, ihn aufzuheitern. Léonard Lachaume, der Geschäftsführer der Waffelfabrik Lachaume in Ivry-sur-Seine, deren Produkte Maigret noch aus seiner Kindheit bekannt sind, wurde in der vergangenen Nacht erschossen. Er ist bereits seit acht Jahren verwitwet, sein Sohn Jean-Paul wurde in ein Internat verschafft. Daneben leben noch sein kränkelnder jüngerer Bruder Armand, dessen Ehefrau Paulette, die greisen Eltern und die ebenso greise Haushälterin Catherine in dem alten Haus am Quai de la Gare nahe dem Pont National, das wie die angegliederte Fabrik von Zerfall und heruntergewirtschafteter Größe kündet.
Sämtliche Zeugen der Tat zeigen sich verstockt und lassen sich von Maigret nur in Gegenwart ihres Anwaltes Radel vernehmen. Noch schlimmer ist allerdings die Anwesenheit des Untersuchungsrichters Angelot. Der junge Mann, der frisch von der Universität kommt und äußerlich an einen Tennisspieler erinnert, will die Ermittlungen eigenmächtig führen und billigt dem berühmten Kommissar nur Handlangerdienste zu. Er neigt der Hypothese eines Einbruches zu, die von Indizien gestützt wird, obwohl bei den verarmten Lachaumes offensichtlich kein Geld zu holen ist. Tatsächlich lebt die Familie samt der ruinösen Fabrik bereits seit vielen Jahren von dem Vermögen Paulettes, das deren Vater, der Pelzhändler Frédéric Zuberski, während des Krieges auf zweifelhafte Weise erworben hatte. Um seinen Namen reinzuwaschen und gesellschaftlich aufzusteigen, ließ der Multimillionär seine Tochter in die angesehene, auf seine finanzielle Unterstützung angewiesene Unternehmerfamilie einheiraten.
Erst das schwarze Schaf der Familie, Léonards Schwester Véronique Lachaume, zeigt sich dem Kommissar gegenüber gesprächig. Sie, die als Animierdame im Nachtlokal Amazone arbeitet, in dem ausschließlich Frauen verkehren, möchte sich endlich zur Ruhe setzen und heiraten. Ihre große Liebe ist der Werbefachmann Jacques Sainval, der mit bürgerlichem Namen Arthur Baquet heißt und seine einem wenig gediegenen Lebenswandel entstammenden Schulden mit den Ersparnissen seiner Freundin zu tilgen hoffte. Ausgerechnet diesen so sehr auf Geld erpichten Verehrer machte Véronique auf ihre Schwägerin aufmerksam, der ein Erbe von knapp 300 Millionen zugefallen war, und setzte damit die tödliche Kette von Ereignissen in Gang. Sainval suchte die Bekanntschaft der Millionenerbin und traf sich regelmäßig mit ihr, bis diese sich zugunsten des neuen Geliebten scheiden lassen wollte. Ohne ihre Zuwendungen aber drohte dem seit 1817 bestehenden Traditionsunternehmen, dem sich stets die gesamte Familie Lachaume verpflichtet gefühlt hatte, der Konkurs.

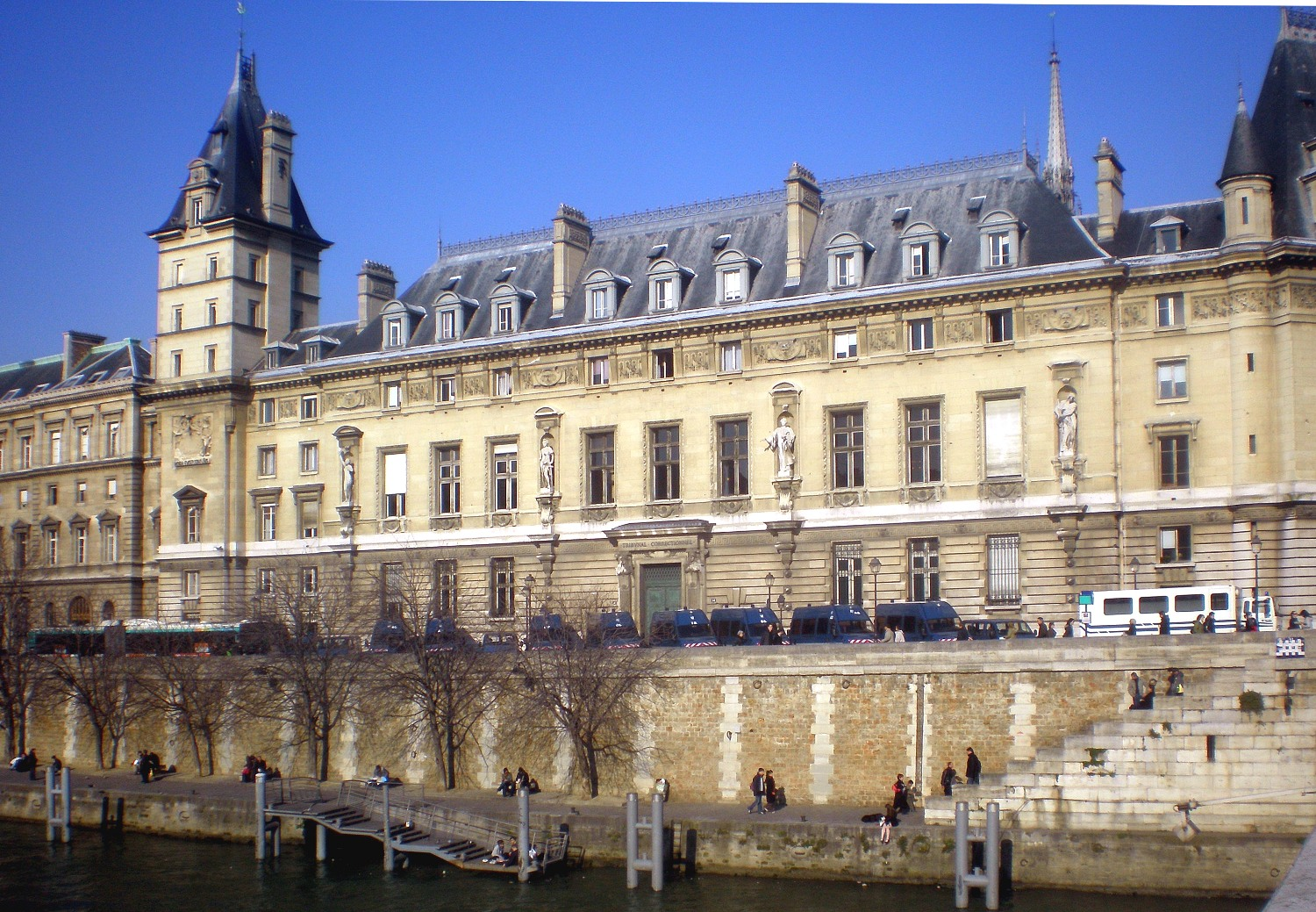
Palais de Justice mit Übergang zum Quai des Orfèvres

Maigret muss die Demütigung hinnehmen, dass das abschließende Verhör Paulettes nicht am vertrauten Quai des Orfèvres, sondern im Büro des Untersuchungsrichters im Palais de Justice stattfindet. Zwar liest Angelot bloß vom Kommissar vorformulierte Fragen ab, doch führt er alle Ermittlungserfolge auf seine neuen Methoden zurück. Paulette gibt zu, dass sie bereits seit Wochen in Angst vor Léonard lebte. Zu ihrer Verteidigung steckte ihr Sainval eine Pistole zu, mit der sie ihren Schwager erschoss, als dieser sich in der Nacht an ihr Bett pirschte, um sie mit einem Engländer zu erschlagen. Die Tat, mit der Léonard ihr Erbe in der Familie halten wollte, war mit den ausgelegten Einbruchsspuren detailliert vorbereitet worden. Auch sein Tod entlockte den übrigen Familienmitgliedern keinerlei Gefühlsregung, und sie verwischten kalt und präzise sämtliche Spuren des nächtlichen Anschlags. Die verschwundene Tatwaffe taucht erst wieder auf, als sich Armand Lachaume damit vor dem Büro des Richters erschießt. Kommissar Maigret fragt sich, ob die Ereignisse anders gelaufen wären, wenn er selbst das Verhör hätte führen können.

## Interpretation
Laut Murielle Wenger steht Maigret und die widerspenstigen Zeugen unter dem Zeichen des Verfalls. Dies reicht vom heruntergekommenen Wohnsitz der Lachaumes bis zum Alter des Kommissars, das mit einer geradezu „beleidigenden“ Jugend des Untersuchungsrichters Angelot kontrastiert wird. Maigret verspürt Nostalgie, als er seinen Kindheitserinnerungen nachhängt und der vergangenen Zeit hinterhertrauert. Auch das Setting des Romans – der Tag nach Allerseelen, der Novemberregen, die Modernisierung des vertrauten Paris und die Trauer um den verschwundenen gusseisernen Ofen in Maigrets Büro – unterstützt die Melancholie des Kommissars. Es sind schließlich zwei Frauen, Paulette und vor allem Véronique Lachaume, die Maigret aus seinen trüben Gedanken reißen, ihn in die Realität zurückholen und auf die richtige Fährte führen. Das Alter des Kommissars macht sich inzwischen viel stärker bemerkbar als in den frühen Romanen Maigret in Nöten oder Maigret und sein Neffe, die chronologisch zwei bzw. vier Jahre später angesiedelt sind. Bill Alder vermutet, dass die Romanfigur diese Erfahrung mit ihrem alternden Schöpfer teilen könnte.
Das Thema des „Wandels der Zeiten“, in dem sich die alte Riege im Kommissariat mit den veränderten Rahmenbedingungen auseinandersetzen muss, ist laut Oliver Hahn ein häufiges Sujet in der Maigret-Serie. Alexandra Krieg erinnert der Konflikt der traditionellen Methoden Maigrets mit dem Aufbegehren einer nachrückenden Generation an zeitgenössische Nachfahren des Pariser Kommissars wie Henning Mankells Kurt Wallander. Es gibt aber auch einen Konflikt des beruflichen mit dem privaten Maigret, dem es unangenehm ist, durch seine Verhöre in das Leben einer Familie einzudringen. Die eigentlichen Ermittlungen bestehen im Eintauchen in die Atmosphäre des Milieus sowie in geduldigem Abwarten. Am Ende triumphiert der Kommissar über den selbstgerechten Untersuchungsrichter, dessen vermeintlich diskrete Befragung in einem Skandal mündet. Tilman Spreckelsen spricht von einem „Krieg der Generationen“, bei dem es gerade der Nimbus des Kommissars ist, der eine Concierge zum Reden bringt, und Maigret am Ende beweist, „nicht so ohne weiteres zum alten Eisen“ gerechnet werden zu können. Der Charakter des Untersuchungsrichters Angelot hingegen spiegelt wie seine großbürgerliche Herkunft genau jenes Streben nach Ehrbarkeit und Tradition wider, das überhaupt erst zum Verbrechen geführt hat.
Bereits in Maigrets erste Untersuchung bekommt es der junge Maigret mit hochgestellten Persönlichkeiten aus einer „anderen Welt“ zu tun, die ihm nicht vertraut ist und in der er sich nicht wohlfühlt. Dies wiederholt sich in späteren Romanen wie Maigret und die alten Leute oder Maigret und die widerspenstigen Zeugen.
Stanley G. Eskin zählt die Familie Lachaume zu jenen „Schurken aus der Oberschicht […], für deren moralische Verderbtheit [Maigret] nur Verachtung übrig hat“. Ulrich Schulz-Buschhaus sieht den Kampf der Vertreter einer Bourgeoisie, „die Maigret regelmäßig mit Schrecken erfüllt“, um den Erhalt einer altmodischen Biskuitfabrik jedoch auch mit Rührung gezeichnet. Der bourgeoisen Fabrikantenfamilie werde jenes Mitgefühl zuteil, das in Simenons Werk gemeinhin dem Kleinbürgertum vorbehalten ist, weil sie in derselben Weise vom Prozess der Proletarisierung bedroht ist. George Grella zieht von der Familie Lachaume Parallelen zur Sippe der Peeters im frühen Roman Maigret bei den Flamen, deren Mitglieder ebenfalls ausnahmslos in einen Mord verstrickt sind. Laut Gavin Lambert wiederholen die späten Maigret-Romane oft Themen der frühen Bücher, allerdings in einem grimmigeren Ton. Die Atmosphäre von Maigret und die widerspenstigen Zeugen erinnert ihn an Maigrets Nacht an der Kreuzung, nur sei sie noch schäbiger und heruntergekommener.

## Rezeption
Laut Alexandra Krieg gehört Maigret und die widerspenstigen Zeugen „zu den zahlreichen von vorne bis hinten durchschaubaren Romanen Simenons“. Das Mordmotiv beinhalte keine Überraschung, und der Roman ziehe seine „Spannung in keiner Weise aus einem spannenden und undurchsichtigen Plot“. Doch Täter und Tathergang interessierten am Ende gar nicht, sondern man wünsche, „Simenon würde seine intensive und auf subtile Art und Weise mitreißende Milieubeschreibung endlos fortsetzen“. John G. Cawelti erinnert die Erzählstruktur an Klassiker des Genres wie Agatha Christie oder Dorothy L. Sayers, doch weise der Roman über solche Vorläufer hinaus und werde zu einer „Untersuchung über menschliche Vielschichtigkeiten und Mehrdeutigkeiten“ schlechthin. Es sind keine materielle Indizien, in denen der Fall begründet liegt, sondern Charakter und sozialer Hintergrund der Figuren, die eine zwangsläufige Kette von Ereignisse auslösen.
The Spectator fasste zusammen: „Gehetzt und behindert von einem zu enthusiastischen Untersuchungsrichter ermittelt Papa Maigret, der sich seiner Pensionierung nähert, in einer trostlosen Ecke von Paris“. Kirkus Reviews urteilte: „Der Meister des Geduldspiels grübelt beharrlich.“ Die Zeitschrift Punch sah den Kommissar „alternd, angeschlagen und schikaniert durch einen Untersuchungsrichter mit frischen Ideen“. Zwar sei die Auflösung des Falles nicht besonders befriedigend, doch der Roman erreiche ansonsten den Simenon’schen Standard. Das Magazin Best Sellers lobte „außergewöhnliche Charakterisierung und interessanten Plot, entwickelt durch kunstvoll natürliche Dialoge und eine meisterhafte Auswahl von Details, die den Hintergrund ausmalen“. Laut The Publisher muss Maigrets seine gesamten Kenntnisse der menschlichen Natur und all seine unendliche Geduld einsetzen, um einen Fall zu lösen, in dem sich anfänglich alles gegen ihn verschworen hat. Reclams Kriminalromanführer zog das Fazit: „Maigrets Methoden haben sich wieder einmal als gerechtfertigt herausgestellt.“
Die Romanvorlage wurde viermal im Rahmen von Fernsehserien verfilmt. Die Hauptrollen spielten Rupert Davies in Maigret (Großbritannien, 1962), Kinya Aikawa (Japan, 1978), Jean Richard in Les Enquêtes du commissaire Maigret (Frankreich, 1978) und Bruno Cremer in Maigret (Frankreich, 1993).

## Ausgaben
- Georges Simenon: Maigret et les témoins récalcitrants. Presses de la Cité, Paris 1957 (Erstausgabe).
- Georges Simenon: Maigret und die widerspenstigen Zeugen. Übersetzung: Hansjürgen Wille und Barbara Klau. Kiepenheuer & Witsch, Köln 1959.
- Georges Simenon: Maigret und die widerspenstigen Zeugen. Übersetzung: Hansjürgen Wille und Barbara Klau. Heyne, München 1966.
- Georges Simenon: Maigret und die widerspenstigen Zeugen. Übersetzung: Wolfram Schäfer. Diogenes, Zürich 1980, ISBN 3-257-20716-6.
- Georges Simenon: Maigret und die widerspenstigen Zeugen. Sämtliche Maigret-Romane in 75 Bänden, Band 53. Übersetzung: Wolfram Schäfer. Diogenes, Zürich 2009, ISBN 978-3-257-23853-2.